# Niels West
Niels Madsen West (1666 på Skjoldemose – 25. marts 1752 i Rønne) var en dansk officer og amtmand, far til Peter West.

## Militær karriere
Hans forældre var forvalter og forpagter Mads Vestesen. Han var født i januar 1666 på den fynske herregård Skjoldemose, hvor hans fader var forvalter og forpagter. Selv var han vistnok oprindelig bestemt for en lignende livsbane; men 1689 gik han med de danske hjælpetropper til Irland som grenader ved en bataljon af Fodgarden. Han udmærkede sig bl.a. ved stormen på Athlone, og da han desuden var "øvet i Pennen", blev han udtaget til adjudant, fungerede en tid som regimentskvartermester, blev 1698 sekondløjtnant og 1701 premierløjtnant. Efter forgæves at have søgt et amtsforvalterembede blev han 1703 kaptajn ved Ribe Stifts Nationalregiment til Fods; men da året efter De jyske Landdragoner (under Christian Fursman, fra 1710 Kyrasserer) blev oprettede, gik West over til dette regiment, der ved sin nationale sammensætning og sine tapre indhug ved Wismar (1711) og Gadebusch (1712) blev en af de populæreste afdelinger i Hæren. West steg 1708 til major, 1711 til oberstløjtnant, 1714 til karakteriseret oberst og blev 1717 chef for regimentet, med hvilket han i de tre næste år tog del i Norges forsvar.

## Amtmand
Efter freden blev regimentet opløst 1721, og det følgende år blev West udnævnt til kommandant og amtmand (guvernør) på Bornholm; 1728 blev han generalmajor af kavaleriet. 1737 blev der imidlertid indgivet en anonym klage over allehånde misligheder ved hans embedsførelse. Sagen, i hvilken også flere af Wests pårørende var indviklede, blev undersøgt af en kommission, men derefter lod kongen 1739 tiltale bortfalde, idet han straffede West med afsked (dog med pension) og en bøde på 500 rigsdaler og bestemte, at øens civile styrelse fremtidig skulle skilles fra den militære. 

## Ægteskaber
Han blev gift 1. gang ca. 1707 med Michella Ottilie Klein (døbt 30. marts 1688 - 6. juni 1727), datter af amtsforvalter i Aalborg Peder Klein (død 1702) og Cathrine Ravn. Gift 2. gang 16. februar 1728 med Mette Margrethe Sonne (25. oktober 1700 - 16. oktober 1774, gift 1. gang 1715 med købmand i Neksø Herman Madsen Bohn, ca. 1690-1724, gift 1. gang 1725 med købmand sammesteds Mogens Ibsen, 1695-1727), datter af sognepræst i Neksø Hans Olsen Sonne (1661-1709) og Ellen Knudsdatter (1672-1718).